# Liste der Regionen in Manitoba

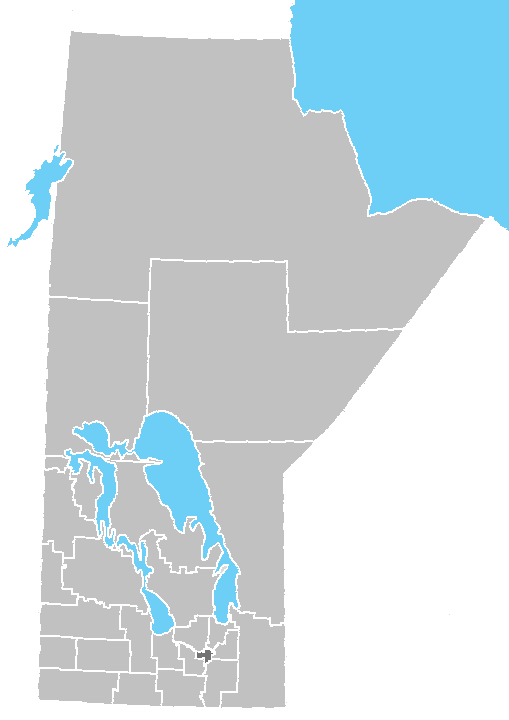
Census Divisions in Manitoba

Die kanadische Provinz Manitoba gliedert sich in acht Regionen, denen wiederum die 23 Census Divisions zugeordnet sind. Dabei hat die Gliederung in Regionen keinen verwaltungstechnischen Charakter. Auch die Gliederung in Census divisions hat keinen verwaltungstechnischen Charakter, sie dient nur statistischen Zwecken. Die Verwaltungsgliederung erfolgt in die städtischen und ländlichen Gemeinden (37 „urban municipalities“ sowie 98 „rural municipalities“) sowie besondere Verwaltungseinheiten (2 „local government districts“).
| Region                                  | Census Division | Gebiet                         | Einwohner | Fläche (km²) | Bevölkerungsdichte (Einw./km²) |
| --------------------------------------- | --------------- | ------------------------------ | --------- | ------------ | ------------------------------ |
| Central – Interlake Region              | No. 13          | Selkirk Area                   | 46.888    | 1.693,91     | 27,7                           |
| Central – Interlake Region              | No. 14          | South Interlake                | 18.497    | 2.827,63     | 6,5                            |
| Central – Interlake Region              | No. 18          | North Interlake                | 23.469    | 11.333,83    | 2,1                            |
| Central – Parkland Region               | No. 16          | Roblin, Russell, Rossburn Area | 9.928     | 4.714,59     | 2,1                            |
| Central – Parkland Region               | No. 17          | Dauphin                        | 22.208    | 13.642,91    | 1,6                            |
| Central – Parkland Region               | No. 20          | Swan Valley                    | 9.952     | 9.869,48     | 1,0                            |
| Northern – Northern Region              | No. 19          | North East Manitoba            | 17.240    | 61.219,00    | 0,3                            |
| Northern – Northern Region              | No. 21          | Flin Flon/North West           | 21.393    | 43.196,66    | 0,5                            |
| Northern – Northern Region              | No. 22          | Thompson/North Central         | 40.923    | 92.068,48    | 0,4                            |
| Northern – Northern Region              | No. 23          | Churchill/Northern Manitoba    | 8.590     | 242.363,77   | 0,0                            |
| Southern – Central Plains Region        | No. 8           | Central Manitoba               | 14.127    | 5.752,04     | 2,5                            |
| Southern – Central Plains Region        | No. 9           | Portage la Prairie Area        | 23.489    | 2.990,31     | 7,9                            |
| Southern – Central Plains Region        | No. 10          | Whitehorse Plains              | 10.673    | 1.914,61     | 5,6                            |
| Southern – Eastman Region               | No. 1           | Eastern Manitoba               | 17.331    | 14.872,94    | 1,2                            |
| Southern – Eastman Region               | No. 2           | Steinbach Area                 | 65.374    | 4.406,65     | 14,8                           |
| Southern – Eastman Region               | No. 12          | Beausejour Area                | 21.830    | 1.856,72     | 11,8                           |
| Southern – Pembina Valley Region        | No. 3           | Pembina Valley                 | 51.350    | 5.309,48     | 9,7                            |
| Southern – Pembina Valley Region        | No. 4           | Pilot Mound Area               | 9.306     | 4.481,55     | 2,1                            |
| Southern – Westman Region               | No. 5           | South West Area                | 12.922    | 8.228,54     | 1,6                            |
| Southern – Westman Region               | No. 6           | Virden Area                    | 10.025    | 3.944,72     | 2,5                            |
| Southern – Westman Region               | No. 7           | Brandon Area                   | 64.317    | 5.744,03     | 11,2                           |
| Southern – Westman Region               | No. 15          | Western Manitoba               | 21.604    | 9.326,60     | 2,3                            |
| Southern – Winnipeg Metropolitan Region | No. 11          | Winnipeg                       | 666.832   | 571,06       | 1.167,7                        |